# 羅斯 (印第安納州)
羅斯（英語：Ross）是位於美國印地安納州萊克縣的一個非建制地區。